# Pietat popular
|  | Si cerqueu altres usos, vegeu religiositat popular. |

La pietat popular es refereix a les més variades pràctiques i expressions catòliques "de culte privat (personal o comunitari) prestat a Déu, als Sants, a les coses sagrades" i a la Mare de Déu.
Aquest tipus de culte catòlic es va ser desenvolupar al llarg dels temps, al marge de l'oficialitat, per això està moltes vegades associat a l'anomenat catolicisme popular. Més concretament, la pietat popular és el resultat de la fe i "de la cultura d'un poble o un grup social".

## La seua relació amb la Litúrgia
La pietat popular és diferent del culte litúrgic, que és "el culte oficial legitimat per l'Església catòlica amb Crist i des de Crist a Déu". No obstant, malgrat eixa diferència, "ha resultat que al llarg dels segles, certes expressions de la pietat popular han passat a la litúrgia (festes de Nadal, del Sagrat Cor de Jesús, de l'Immaculat Cor de Maria, etc.)".
Malgrat tot, la pietat popular no és contradictòria amb la litúrgia, sent acceptada i fins i tot, en molts casos, recomanada per l'Església. Tanmateix, cal destacar que no pot substituir la litúrgia ja que tota la gent que la practica ha de recordar sempre que tot el culte catòlic és en última instància, dirigit i lliurat a la Santíssima Trinitat.
En altres paraules, la litúrgia és el criteri, el culte oficial, la forma de vida de l'Església en el seu conjunt alimentada directament per l'Evangeli. La pietat popular o religiositat significa que la fe s'arrela en els cors dels diversos pobles, per a entrar en el món de la vida quotidiana. La pietat popular és la primera i fonamental forma d'inculturació de la fe, que contínuament ha de deixar-se guiar per les indicacions de la litúrgia, però que, al seu torn, la fecunda a partir del cor.

### Webografia
- Entrada de piedade popular, de la "Enciclopédia Católica Popular (portuguès)